# 东张乡 (浮山县)
东张乡，是中华人民共和国山西省临汾市浮山县下辖的一个乡镇级行政单位。

## 行政区划
东张乡下辖以下地区：
东张村、尧村、西张村、张曹坡村、南卫村、尧头村、卫村、蛟头河村、香贯村、沟北村、贯里村、辛壁村、上庄村、严家河村、南上东村、李村、张家坡村、朱村、酸枣沟村、南畔桥村、南畔山村、南畔村、翟底村、柳曲村和冯村。